# 無声歯茎破擦音
無声歯茎破擦音（むせい しけい はさつおん、英: Voiceless alveolar affricate）は、舌尖あるいは舌端を歯のすぐ後ろの歯槽堤（歯肉線）に対して使って発音される破擦音の一種である。この用語は単一の音ではなく、音のクラスを指している。知覚的に顕著な差があるいくつかの種類が存在する。
- 無声歯茎歯擦破擦音 [t͡s] は最も一般的な種類であり、突然のスー音（hissing sound）を有する。例えば英語のcatsにおけるtsなど。
- 無声歯茎非歯擦破擦音 [t͡θ̠] または [t͡θ͇]（拡張IPAから歯茎補助記号を使用している）は、英語のeighthの一部の発音におけるthといくらか似ている。標準イタリア語の一部のシチリア方言において配列 /tr/ の地域的現実態として見られる。
- 無声歯茎側面破擦音 [t͡ɬ] は一定の言語で見られる（チェロキー語、アイスランド語、ナワトル語など）。
- 無声歯茎後方化歯擦破擦音 [t͡s̺]（舌尖歯茎— または 重い〔grave〕— とも呼ばれる）は、そり舌破擦音によく似た弱いシュー音（hushing sound）を有する。例えばバスク語で見られ、より従来型の後方化していない舌端歯茎破擦音と対立している。

この記事では前の2つについて論じる。
日本語の「つ」の子音である。舌端を上歯の歯茎にあてたあと、息を吐き出しながら舌を離し、その瞬間にできる舌先と歯茎の間にできるすき間で息の摩擦を生じさせることによる破擦音の無声音。

## 無声歯茎歯擦破擦音
無声歯茎歯擦破擦音は、一部の音声言語で使われる子音の一種である。この音は国際音声記号において、⟨t͡s⟩ または ⟨t͜s⟩ を使って転写される（以前は t と s の合字 ⟨ʦ⟩ または ⟨ƾ⟩ を使っていた）。無声歯茎破擦音は、ドイツ語、カシミール語、パシュトー語、ロシア語やポーランド語、セルビア・クロアチア語といったその他ほとんどのスラブ語派といった多くのインド・ヨーロッパ語族に存在し、ジョージア語、日本語、官話、広東語などその他多くの言語にも存在する。エスペラント語、イド語、インターリングアといった一部の国際補助語もこの音を含む。

### 特徴
無声歯茎歯擦破擦音の特徴:
- 調音方法は歯擦摩擦であり、これはまず完全に気流を止めて、次に舌を使って気流を歯の鋭い縁へ向かわせて高周波数乱流を生じさせることによって生み出されることを意味する。
- この破擦音の閉鎖要素は舌端歯茎であり、これは歯槽堤の位置で舌端を使って調音されることを意味する。簡潔にするため、この破擦音は歯擦破擦音要素から通常名前を付けられる。
- 摩擦要素には少なくとも3つの特異的な変種が存在する:
  - 歯音化した舌端歯茎—（通常 "歯" と呼ばれる）。これは、上前歯に非常に接近した舌端を使い、舌尖は下前歯の後ろに置かれた状態で調音されることを意味する。この[s] の変種におけるスー音（hissing）効果は非常に強い[1]。
  - 後方化していない歯茎—。これは、歯槽堤の位置で舌尖または舌端を使って調音されることを意味する。
  - 後方化した歯茎—。これは、歯槽堤のわずかに後方で舌尖または舌端を使って調音されることを意味する。音響学的には、[ʃ] または舌端音 [ʂ] に近い。
- 発声は無声であり、これは声帯の振動を伴わずに生み出されることを意味する。いくつかの言語では、声帯が積極的に分離しているため、常に無声である。他の言語では声帯が緩んでいるため、隣接する音の影響により有声化することがある。
- 口音であり、これは空気が口だけから抜けることができることを意味する。
- 中線音であり、これは舌の側面ではなく、中央に沿って気流を導くことによって生み出されることを意味する。
- 気流機構は肺臓的であり、これは、ほとんどの音と同様に、肺と横隔膜だけで空気を押すことによって調音されることを意味する。

## 無声歯茎非歯擦破擦音

### 特徴
- 調音方法は破擦であり、これは初めに気流を完全に妨げ、次に調音の位置で狭窄された流路を通って空気が流れることができるようにする（これによって乱流が生じる）ことで生み出されることを意味する。
- 調音部位は歯茎であり、これは舌尖または舌端のいずれかを使って歯槽堤（歯茎）の位置で調音されることを意味する（それぞれ、「舌尖- 」および「舌端- 」と呼ばれる）。
- 発声は無声であり、これは声帯の振動を伴わずに生み出されることを意味する。いくつかの言語では、声帯が積極的に分離しているため、常に無声である。他の言語では声帯が緩んでいるため、隣接する音の影響により有声化することがある。
- 口音であり、これは空気が口だけから抜けることができることを意味する。
- 中線音であり、これは舌の側面ではなく、中央に沿って気流を導くことによって生み出されることを意味する。
- 気流機構は肺臓的であり、これは、ほとんどの音と同様に、肺と横隔膜だけで空気を押すことによって調音されることを意味する。

### 存在
| 言語       | 言語     | 単語      | IPA          | 意味     | 注記                                                                           |
| ---------- | -------- | --------- | ------------ | -------- | ------------------------------------------------------------------------------ |
| 英語       | 一般米語 | tree      | [tɹ̝̊ʷɪi̯]      | '木'     | 強勢のある、音節開始配列 /tr/ の音声的実現; より一般的には後部歯茎音 [t̠ɹ̠̊˔]。   |
| 英語       | 容認発音 | tree      | [tɹ̝̊ʷɪi̯]      | '木'     | 強勢のある、音節開始配列 /tr/ の音声的実現; より一般的には後部歯茎音 [t̠ɹ̠̊˔]。   |
| イタリア語 | シチリア | straniero | [stɹ̝̊äˈnjɛɾo] | '外国の' | 舌尖音。配列 /tr/ の地域的現実態。代わりに配列 [tɹ̝̊] または [tɹ̝] かもしれない。 |

## 言語例
- ドイツ語: z - "Zeit" [ˈt͡saɪt]「時間」
- イタリア語: z - "ricchezza" [rikˈkett͡sa] 「富」
- ハンガリー語: c - "cukor" [t͡sukor] 「砂糖」
- リトアニア語: c - "cukrus" [t͡sʊkrʊs] 「砂糖」
- ラトビア語: c - "cūka" [t͡suːka] 「豚」
- ポーランド語: c - "cukier" [t͡sukʲer] 「砂糖」
- ルーマニア語: ț - "țară" [t͡sarətsàitɕæ̀n] 「国」
- ロシア語: ц - "цвет" [t͡svʲet] 「色」
- 中国語: 有気音[t͡sʰ]と無気音[t͡s]の音韻対立がある。
  - 有気音: c (ピンイン) - ㄘ (注音符号) - "餐厅" [t͡sʰǣntʰʲə̄ŋ] 「レストラン」
  - 無気音: z (ピンイン) - ㄗ (注音符号) - "再见" [t͡sàit͡ɕæ̀n] 「さよなら」
- アルメニア語: 有気音[t͡sʰ] (表記:ց)と無気音[t͡s] (表記:ծ)の音韻対立がある。
- グルジア語: 有気音[t͡sʰ] (表記:ც)と放出音[t͡s'] (表記:წ)の音韻対立がある。
- 日本語: ヘボン式ローマ字のts - 脱衣 [dat͡sɯi̥]
- 朝鮮語 - 잠 [t͡sam] （眠り、北朝鮮標準発音）
- スペイン語・アンダルシア方言: 標準語のstをtsを発音する話者が最近出始めている。 - "instrumento" [int͡srumento]「楽器」。[t͡sr]という非常に珍しい組み合わせの発音も生まれている。